# Mattia Camboni
Mattia Camboni (Civitavecchia, 26 aprile 1996) è un velista italiano.

## Carriera
Nel 2016 ha partecipato ai Giochi olimpici di Rio de Janeiro nell'RS:X maschile piazzandosi in decima posizione e a quelli a Tokyo piazzandosi 5º.
Nel 2024 partecipa nell'equipaggio di Luna Rossa come cyclor per la Louis Vuitton Cup 2024.

## Palmarès
- Europei

Marsiglia 2017: bronzo nell'RS:X.
Sopot 2019: oro nell'RS:X.
- Giochi del Mediterraneo:

Tarragona 2018: oro nell'RS:X.
- Campionati mondiali di vela:

Cadice 2021: argento nell'RS:X.
- altri premi:

Palma d’Oro per lo sport (Festival della Televisione di Monte-Claire 2020)